# Valle de Angón
El Valle de Angón es un valle situado en Amieva (Picos de Europa, Asturias).

## Situación
El valle de Angón está situado en los Picos de Europa, dentro del concejo de Amieva, a 812 m s. n. m., abierto entre las estribaciones meridionales de la Sierra de Amieva y el pie de la Cabeza de la Teja.
El Valle de Angón está rodeado de bosques de especies arbóreas autóctonas.
A su término se encuentra la presa de la Jocica.

## Majadas
- Salgaredo.
- La Casona.
- Entrerriegas.
- Texonsin.
- Los Casares.
- Comundi.
- Urbán.
- Los Regatos.
- El Texón.
- Conviellu.
- Soncabreu.

## Lugares
- Puente del Restaño.
- Senda del Arcediano.
- Valle de Toneyo.
- Ventaniello de Beza.
- Central eléctrica del Restaño.
- Sedos de Ozania.
- Cueva de Ozania.
- Bosque Qileñu.
- Riu Galguera.
- Riu Dobra.

## Rutas

### Ruta sencilla
- Majada de la Ceremal y Embalse de la Jocica.

### Otras rutas
- Senda del Arcediano.
- Ruta a Carombo y Vegabaño.
- Sedos de Ozania.